# Abwassertechnik
Abwassertechnik ist ein Oberbegriff für Technologien im Umgang mit Abwasser (einschließlich Niederschlagswasser): der Abwassersammlung, Abwasserableitung und Abwasserbehandlung im Zuge der Abwasserbeseitigung.

## Abwassertechnik in der Siedlungswasserwirtschaft
Hierzu zählen Techniken zur Bevorratung, zum Transport und zur Reinigung des Abwassers, die mit Mess- und Regelungstechnik verknüpft werden. Gegebenenfalls sind auch Techniken zur Energierückgewinnung einzubeziehen. Damit wird Abwassertechnik zunehmend zu einer Querschnittstechnologie, deren Verfahren sich weder einer Branche noch einem technologischen Kernbereich zuordnen lassen können.
Bezogen auf die Technik zur Reinigung des Abwassers sind in den letzten Jahren neben mechanische (Rechen, Sandfang und Absetzbecken) und biologische Verfahren (z. B. Belebtschlamm) auch noch chemische Verfahren (z. B. Fällung von Phosphat) und der Einsatz von Membranfiltern getreten. Es sind zentrale und dezentrale Anwendungen (z. B. Kleinkläranlage) möglich.
Abwassertechnik in der Siedlungswasserwirtschaft ist Teil des Bauingenieurwesens.

## Abwasser- bzw. Entwässerungstechnik in der Haustechnik
Hierbei geht es darum, die anfallenden Abwässer und Regenwasser in Entwässerungsanlagen störungsfrei aus dem Haus, dem Gewerbe- oder Industriebetrieb abzuleiten; in der Regel werden dabei Ab- bzw. Regenwasser in die öffentliche Kanalisation eingeleitet. Dabei sind Trennsystem und Mischsystem zu unterscheiden. Schädliche Stoffe müssen sicher zurückgehalten werden, Rückstau infolge hoher Niederschlagsmengen muss vermieden und gleichzeitig ist der einwandfreie Betrieb aufrechtzuerhalten.

Dazu dienen Hebeanlagen, Rückstauverschlüsse, Ölabscheider, Fettabscheider und andere Einrichtungen.
Leitungsführung, Leitungsdimensionierung und Werkstoffauswahl entsprechen hierbei der DIN 1986 bzw. DIN EN 12056.
Daneben werden zunehmend Anlagen zur Regenwasserversickerung und Regenwassernutzung eingesetzt.